# Ruta Estatal de California 182
La Ruta Estatal de California 182, y abreviada SR 182 (en inglés: California State Route 182) es una carretera estatal estadounidense ubicada en el estado de California. La carretera inicia en el Sur desde la US 395     en Bridgeport en sentido Norte hasta finalizar en la SR 338  en la línea estatal de Nevada en Yerington. La carretera tiene una longitud de 20,3 km (12.645 mi).

## Mantenimiento
Al igual que las autopistas interestatales, y las rutas federales y el resto de carreteras estatales, la Ruta Estatal de California 182 es administrada y mantenida por el Departamento de Transporte de California por sus siglas en inglés Caltrans.